# Marcelo Mabilia
Marcelo Mabilia (31 oktober 1972) is een voormalig Braziliaans voetballer.